# Anton Wilhelm Amo
Anton Wilhelm Amo (latin: Antonius Guilielmus Amo Afer ab Aximo in Guinea) (1703-efter 1753) var den første kendte filosof af afrikansk afstamning i Tyskland. Han blev født i Nkubeami nær Aximia i det nuværende Ghana.

## Liv og virke
Amo kom til Europa ad obskure ruter. Han kom fra Amsterdam til hertugen af Brunswick. Brunswick til hertugen af Brunswick og blev døbt under hans protektion. Amo studerede i Wittenberg og fik en doktorgrad i filosofi der. Efter at have arbejdet i Jena, Halle og Wolfenbüttel vendte han tilbage til Afrika.

## Mindesmærke
I de senere år har der været forslag i Tyskland om at opkalde offentlige pladser efter Amo, og i nogle tilfælde er det allerede sket (f.eks. Stuttgart). Flere museumsudstillinger har mindet om ham, såsom "Anton Wilhelm Amo. Mellem verdener" i Wittenberg i 2024.

## Reference
1. ↑  Paulin J. Hountondji: "Afrikanische Philosophie. Myth and Reality". 2. udgave Indiana University Press, Bloomington/Indianapolis 1996, s. 114.
2. ↑  Norbert Lochner: Anton Wilhelm Amo. Ein Gelehrter aus Ghana im Deutschland des 18. Jahrhunderts. I: Übersee-Rundschau 10, Heft 1 (1958), S. 22-31 = Anton Wilhelm Amo. En ghanesisk lærd i det 18. århundredes Tyskland. I: Transactions of the Historical Society of Ghana 3 (1958), S. 169-179.
3. ↑  https://www.stuttgarter-zeitung.de/inhalt.signal-gegen-rassismus-stuttgart-benennt-nun-doch-einen-platz-nach-anton-wilhelm-amo.b03e1cc2-5ee3-444e-8977-eb002da3e55c.html.
4. ↑  https://www.wittenberg.de/kultur-tourismus/kultur/ausstellungen/sonderausstellung-anton-wilhelm-amo-zwischen-den-welten-/